# Jhonattan Vegas
Jhonattan Vegas (Maturín, 19 augustus 1984) is de eerste Venezolaanse professional golfer die op de Amerikaanse PGA Tour speelt.

## Golf in Venezuela
In Venezuela wordt weinig golf gespeeld. De nationale sport is honkbal en niet voetbal, zoals in de meeste Zuid-Amerikaanse landen. President Hugo Chávez vindt golf voor rijke mensen en zegt de grond liever te gebruiken om huizen voor arme mensen te bouwen. Vegas hoopt door zijn succes te laten zien dat iedereen het kan leren. Zelf begon hij met steentjes en een bezemsteel. Later speelde hij op een 9-holes baantje dat voor werknemers van een olieraffinaderij was gebouwd.

## Amateur
Vegas ging naar de University of Texas, waar hij kinesiologie studeerde. Toen hij in Houston aankwam, sprak hij nauwelijks Engels, net als zijn broer Julio, die er later ging studeren. Hun coach is Francis Betancourt, een Venezolaan die in 1966, 1969 en 1973 in de World Cup speelde.

## Professional
Vegas werd in 2008 professional en speelde in 2009 en 2010 op de Nationwide Tour. In 2009 mocht hij met Alfredo Adrian zijn land vertegenwoordigen in de World Cup op de Mission Hills Golf Club in China, waar ze als 12de eindigden. Zijn eerste overwinning was op het Preferred Health Systems Wichita Open in 2010. Hij won ook nog het Argentijns Open en de rest van het jaar liep ook goed, hij eindigde op de 7de plaats van de rangorde en promoveerde naar de PGA Tour.
On 23 januari 2011 behaalde hij zijn eerste overwinning op de PGA Tour. Hij kwam met een score van -27 in de play-off van de Bob Hope Classic en versloeg Bill Haas en Gary Woodland. De overwinning bezorgde hem een uitnodiging voor de Masters en hij kreeg speelrecht tot eind 2013. Vegas is ook de eerste rookie die het jaarklassement leidt.

### Gewonnen

#### Tour de las Americas
- 2010: Abierto de la República

#### Nationwide Tour
- 2010: Preferred Health Systems Wichita Open

#### PGA Tour
- 2011: Bob Hope Classic (-27)

### Teams
- World Cup: 2009